# ويزلي بليك
ويزلي بليك (بالإنجليزية: Wesley Blake)‏ هو مصارع رياضي أمريكي، ولد في 4 سبتمبر 1987 في سان أنطونيو في الولايات المتحدة.

## وصلات خارجية
- ويزلي بليك على موقع دبليو دبليو إي (الإنجليزية)
- ويزلي بليك على موقع WrestlingData.com (الإنجليزية)
- ويزلي بليك على موقع CageMatch worker (الإنجليزية)
- ويزلي بليك على موقع قاعدة بيانات المصارعة على الإنترنت (الإنجليزية)
- ويزلي بليك على موقع عالم المصارعة على الإنترنت (الإنجليزية)
- ويزلي بليك على موقع عالم المصارعة على الإنترنت (الإنجليزية)
- ويزلي بليك على موقع IMDb (الإنجليزية)
- ويزلي بليك على موقع قاعدة بيانات الفيلم (الإنجليزية)